# Плески
Плески (Пльоскі, пол. Ploski) — село в Польщі, у гміні Більськ-Підляський Більського повіту Підляського воєводства. Населення — 261 особа (2011).

## Назва
Назва від слова плесо.

## Історія
Вперше згадується 1536 року.
У 1975—1998 роках село належало до Білостоцького воєводства.

## Демографія
Демографічна структура станом на 31 березня 2011 року:
|          | Загалом | Допрацездатний вік | Працездатний вік | Постпрацездатний вік |
| -------- | ------- | ------------------ | ---------------- | -------------------- |
| Чоловіки | 129     | 13                 | 74               | 42                   |
| Жінки    | 132     | 12                 | 47               | 73                   |
| Разом    | 261     | 25                 | 121              | 115                  |

## Релігія
У селі міститься парафіяльна церква Преображення Господнього. Є відомості про існування каплиці в селі вже на початку XVIII століття. Пізніше каплицю перенесли на сільський цвинтар. Початково каплиця належала до парафії в Райську, проте внаслідок зростання села в XIX столітті в 1876 році стала філією парафії в Риболах. У 1942 році була зруйнована церква в Райську, тому функції парафіяльного храму райської парафії виконувала каплиця Плесків. У 1945 році в селі почалося зведення нового храму, який було освячено 6 серпня 1946 року. У 1945 році при церкві Плесків заснована окрема парафія, до якої було долучено села Плески, Дениски і Кнорози. На сільському цвинтарі зведено каплицю святого Апастола Луки, освячену в 1965 році.